# 新田金山城
新田金山城（にったかなやまじょう）は、群馬県太田市のほぼ中央にそびえる標高235.8メートルの独立峰、全山アカマツに覆われた金山にあった日本の城（山城）。別名「金山城」、「太田金山城」。

## 立地・遺構[2]

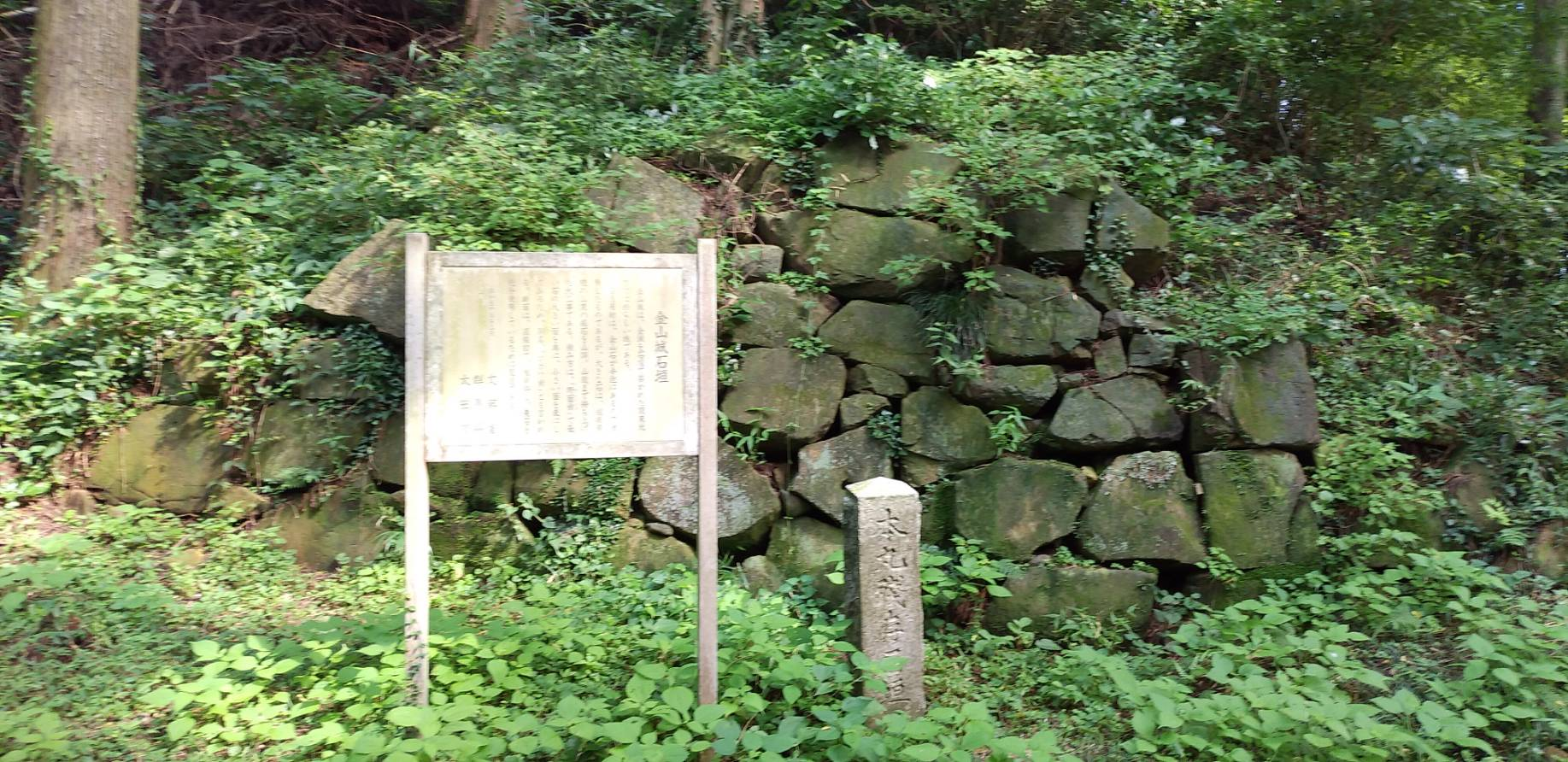
本丸裏に残存する石垣

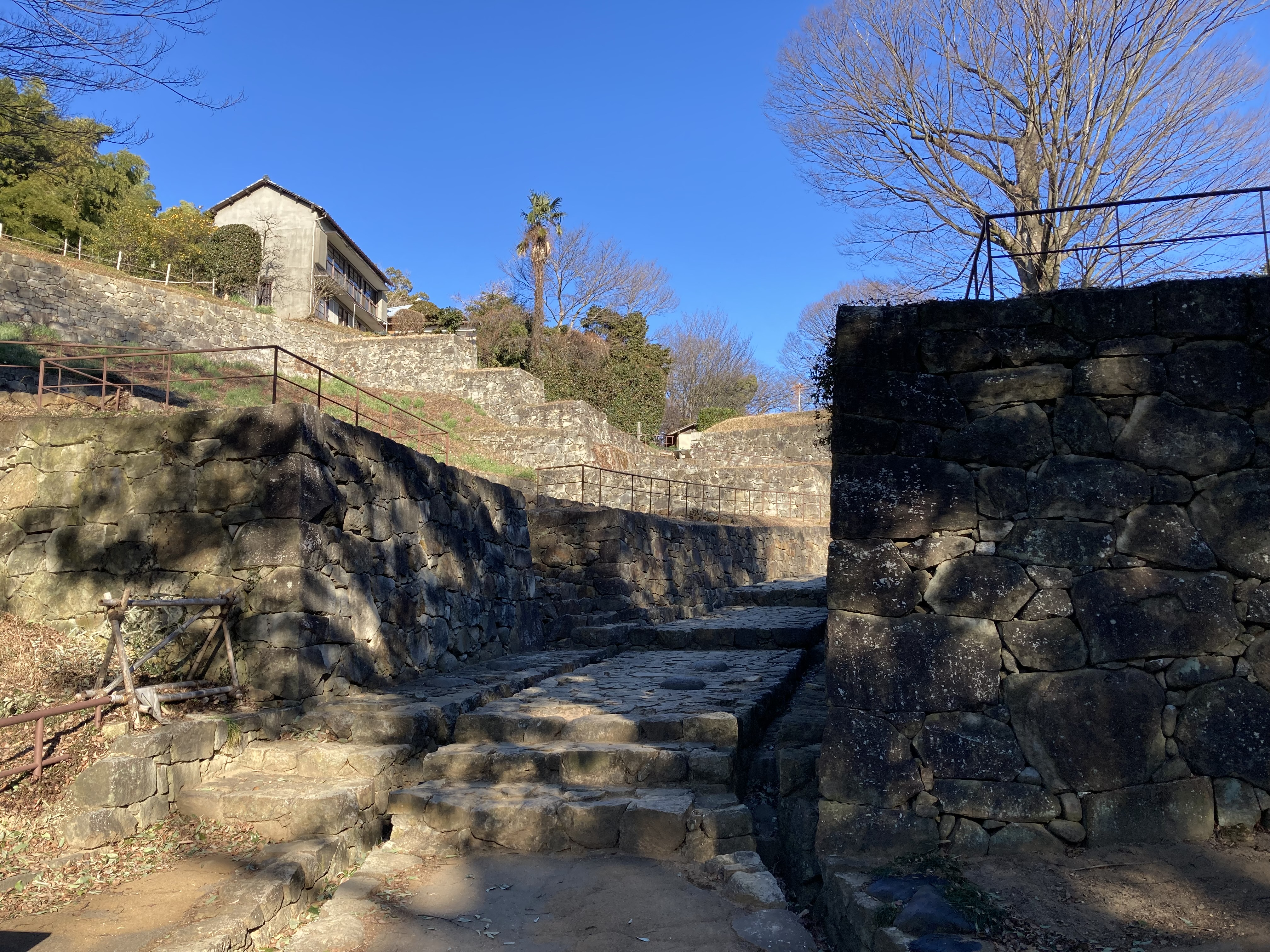
大手虎口

金山 (群馬県)の頂上にある山城であり、現在は、本丸跡とされている地点に新田神社がある。背後の斜面には石垣の一部が残存しており、往時の様子を現在に伝える。関東平野を一望に収めることができ、西方は一段低くなっており「日ノ池」「月ノ池」がある。西南には二の丸跡、三の丸跡と呼ばれる曲輪が残り、これら曲輪につながる尾根群には堀切が設けられている。また南曲輪には中島飛行機の創設者である中島知久平の胸像が建てられている。また、大手門は櫓門で、物見櫓は木だけで骨組みを建てた物で、名古屋城のような城ではなく砦のような城であった。また、大手門、木塀、物見櫓、柵といった建物の復元計画はない。
「戦国時代の関東の山城には本格的な石垣普請の城はない」という従来の定説が発掘調査で覆されたほど、多くの石垣が多用されている。

### 石垣
新田金山城の史跡環境整備事業に伴い、平成4年より発掘調査を開始し、石垣を多用した山城の姿が解明されつつある。大手虎口の東端土塁石垣において、石垣を改修した痕跡が認められ、計5回の改修が行われていることが判明した。また、「アゴ止め石」を採用した箇所が、大手虎口を含めて広範囲に広がっていることも分かった。「アゴ止め石」は、石垣基底部（最下部）の石を、石垣の面より10cm～20cm前に出して据え置く技法であり、石垣が沈み込んで、前へ傾くのを防ぐためのものと考えられている。先述の大手虎口東端土塁石垣では3回目の改修以降（発掘調査を行った太田市はⅣ期と分類している）に「アゴ止め石」の使用が確認され、石垣技術の向上等が推測されてはいるものの、時代を確定できる出土物がないことから時代の特定には至っていない。

## 歴史・沿革

### 室町時代以前
- 1336年（建武3年）に佐野義綱が新田庄の新田城を攻め落としたという記録がある。この新田城が新田義貞によって金山に建築されていたのではという説があるが、最近行われている発掘調査ではその時代の遺構や遺物は検出されていない。ただし城郭遺構の保護との兼ね合いのために万全な調査ができていないという一面もある。

### 室町時代・安土桃山時代[5]

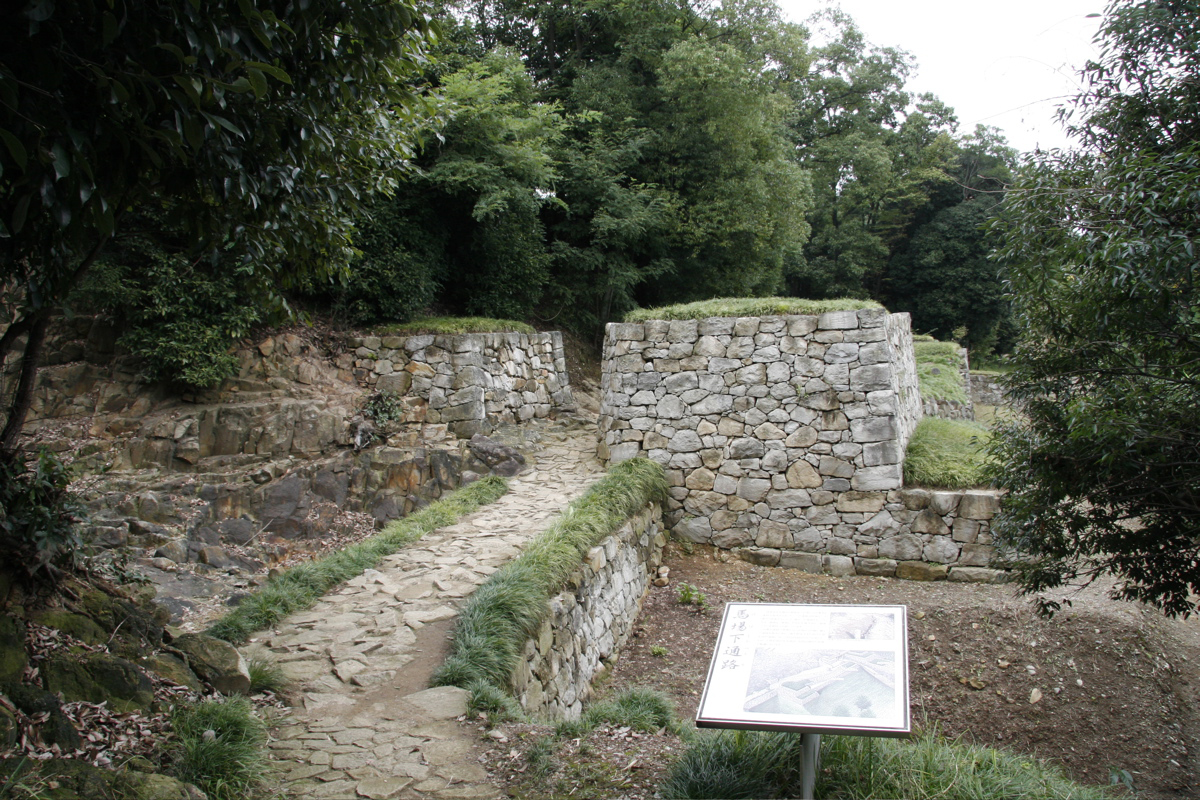
物見台下虎口

- 1469年（応仁3年）2月25日に金山築城の地鎮祭が執り行われる。同年（文明元年）8月には新田一族であった岩松家純が五十子陣（埼玉県本庄市）を退き金山城に入る。
- 1528年（享禄元年）頃に横瀬泰繁・成繁親子が城主の岩松昌純を殺し、実権を握る。
- 1565年（永禄8年）7月15日頃、横瀬成繁が由良に改姓。
- 1574年（天正2年）9月21日頃、由良成繁が上杉謙信の軍と金山城にて戦う。
- 1580年（天正8年）9月20日、武田勝頼が新田・館林地域を攻撃。
- 1584年（天正12年）2月19日までに由良国繁・長尾顕長兄弟は北条氏に従わないことを理由に糾明され、この日より母妙印尼を中心に一族家臣含め金山城に籠城するものの、同年春までに開城し、後北条氏に降伏したと考えられている。
- 1585年（天正13年）5月26日、由良国繁、桐生城に退く。
- 1587年（天正15年）9月2日、後北条氏、金山城の普請を10月中に終わらせるよう命じる。
- 1590年（天正18年）5月2日、豊臣秀吉の小田原征伐に際して、秀吉家臣の前田利家らが金山城を接収。同年7月11日に北条氏照・氏政を自害させた後、8月1日に秀吉は由良氏に常陸国牛久に知行5,435石を与え、城主を失った金山城は廃城となった。

### 江戸時代
- 1613年（慶長18年）徳川家康、遠祖と自称していた新田義重の供養のため金山南麓に大光院を建立。[6]
- 1629年（寛永6年）館林藩主榊原忠次、金山の松茸を初めて江戸幕府に献上。以後1867年（慶応3年）まで毎年続けられる。
- 1688年（元禄元年）金山が幕府直轄林となる。[7]
- 1701年（元禄14年）金山城の遺構が詳細に記された、元禄太田金山絵図が描かれる。（現存する太田市内最古の絵図）[8]

### 近現代
- 1934年（昭和9年）12月28日に「金山城跡」（かなやまじょうあと）として国の史跡に指定された。現在は、いくつかの遺構をもとに、公園として整備されている。藤岡市にある平井金山城と区別して太田金山城とも。
- 2006年（平成18年）4月6日、日本100名城（17番）に選定された。
- 2009年（平成21年）5月30日、史跡金山城跡ガイダンス施設・太田市金山地域交流センターが開館。

## 現地情報

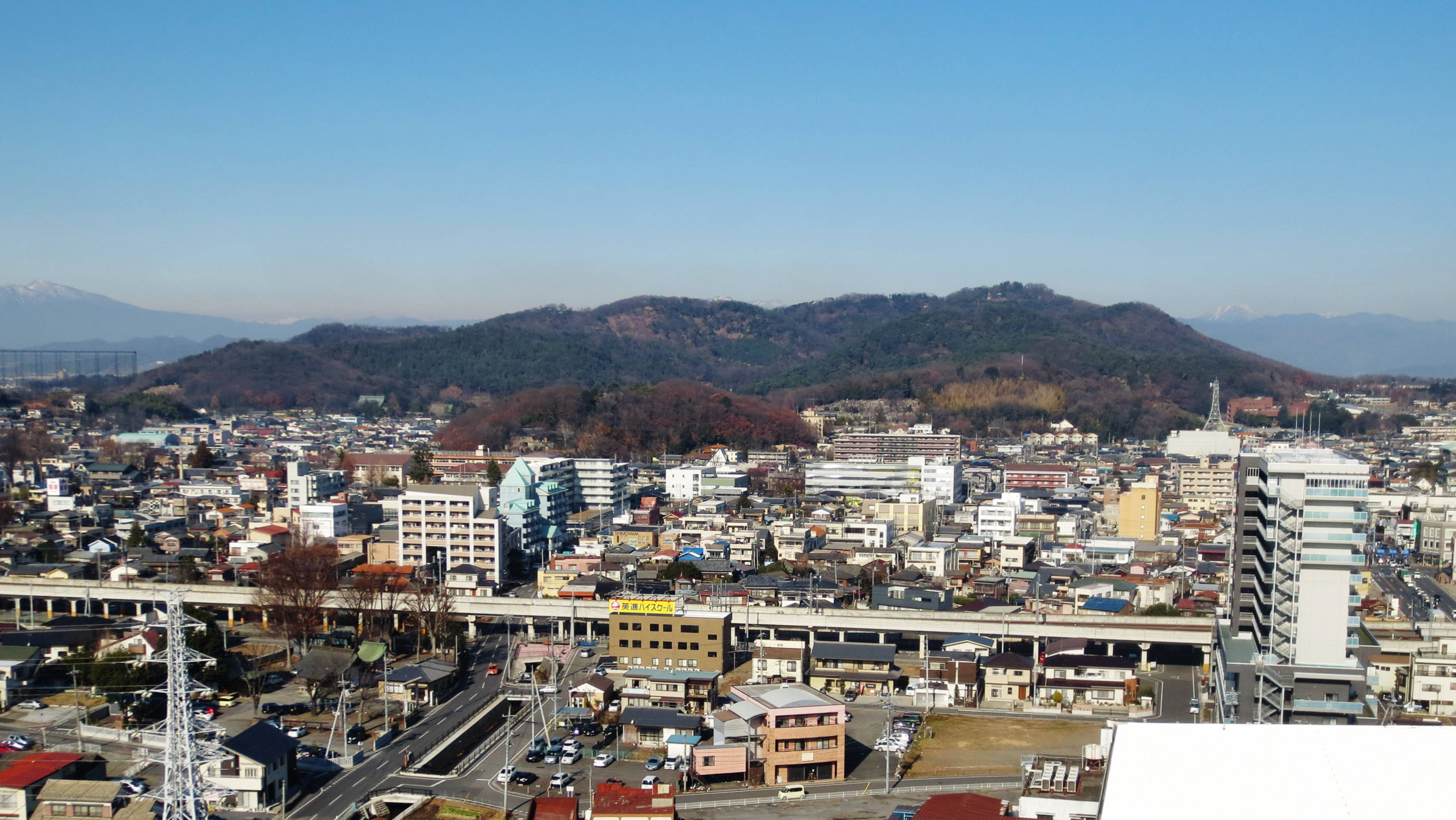
太田市役所から望む新田金山

### 所在地
- 群馬県太田市金山町40-98・長手町・東金井町

### 交通アクセス
- 東武伊勢崎線太田駅北口から史跡金山城跡ガイダンス施設まで徒歩約50分 約2.8Km (タクシー約7分)